# Кириченко Сергій Олександрович (генерал армії)
Кириче́нко Сергі́й Олекса́ндрович (*4 травня 1952, Новоселівка (Нововодолазький район) Харківської області— український військовий діяч та політик, начальник Генерального штабу — Головнокомандувач Збройних Сил України (2005—2009), генерал армії України (21.08.2007). Кандидат військових наук зі спеціальності воєнне мистецтво. Лауреат Державної премії України в галузі науки і техніки.

## Життєпис
Народився 4 травня 1952 року в селі Новоселівка Нововодолазського району Харківської області в сім'ї робітника.
У 1973 році закінчив Харківське гвардійське вище танкове командне училище (нині — Харківський інститут танкових військ).
По закінченню військового училища офіцерську службу розпочав у Київському військовому окрузі на посаді командира танкового взводу.
Від 1975 до 1992 року обіймав посади командира танкової роти, начальника штабу — заступника командира танкового батальйону, начальника штабу танкового полку, командира танкового полку, заступника командира дивізії та командира дивізії.
У 1983 році закінчив командний факультет Академії бронетанкових військ ім. Маршала Радянського Союзу Маліновського.
Від травня 1992 року — у лавах Збройних Сил України.
Від 1992 до 2002 року службу проходив на посадах командира механізованої дивізії, начальника штабу — першого заступника командира армійського корпусу, командувача 13-го армійського корпусу.
У 2000 році закінчив факультет підготовки фахівців оперативно-стратегічного рівня Національної академії оборони України із золотою медаллю.
У квітні 2002 року призначений на посаду заступника начальника Генерального штабу Збройних Сил України.
Від січня 2003 до липня 2004 року обіймав посаду начальника Головного штабу — першого заступника Головнокомандувача Сухопутних військ Збройних Сил України.
Указом Президента України № 820 від 19 липня 2004 року призначений на посаду начальника Генерального штабу Збройних Сил України.
Указом Президента України № 961/2005 від 16 червня 2005 року призначений на посаду начальника Генерального штабу — Головнокомандувача Збройних Сил України. Звільнений з посади Указом Президента України № 932/2009 від 18 листопада 2009 року.
З листопада 2009 року по березень 2010 року — радник Президента України.
У період з травня 2010 року по вересень 2019 року — радник Міністра оборони України.
З вересня 2019 року по квітень 2020 року обіймав посаду радника начальника Генерального штабу — Головнокомандувача Збройних Сил України.
З квітня 2020 року — радник Головнокомандувача Збройних Сил України.

## Нагороди
За сумлінну, бездоганну та добросовісну службу генерал армії України Сергій Кириченко нагороджений орденами «За службу Батьківщині у Збройних Силах СРСР» III ступеня, Богдана Хмельницького III та II ступенів та тридцятьма медалями та відзнаками.

## Родина
Одружений. Має доньку та сина.